# Circus of Fools
Circus of Fools ist eine deutsche Metal-Band aus Tübingen, die 2006 erst als Solo-Projekt von Tim Strouken gegründet wurde. Auffallend ist die Verwendung von Elementen aus dem Zirkus sowohl in der Live-Show als auch in der Musik. Die Band hat sich außerdem in Interviews als politisch links positioniert.

## Geschichte
Circus of Fools wurden 2006 von dem Sänger Tim Strouken gegründet, sind aber erst seit Herbst 2012 als volle Band aktiv, nachdem Strouken als Mitmusiker den Schlagzeuger Manuel Hassler und den Gitarristen Dominik Bolter über Anzeigen im Internet gefunden hatte. In dieser Besetzung wurde im nächsten Jahr die erste EP From a Distant Land veröffentlicht, welche gute Kritiken in der Fachpresse erhielt. So schrieb z. B. das Sonic Seducer Magazin: „Mit Circus of Fools steht eine Band in den Startlöchern, die schon Bald der neue Stern am dunklen Gothic-Metal-Himmel sein könnte.“ Ab Mai 2013 wurden mit wechselnden zweiten Gitarristen, unter anderem auch mit dem späteren Bratscher Coen Strouken, erste Live-Konzerte gespielt.
Im Herbst 2013 wurden mit Yannick Ninkov am Bass und Julian Langer an der zweiten Gitarre eine erste feste Besetzung gefunden. Zu dieser Zeit fing die Band auch an bei Live-Auftritten Make-up und weiß-schwarze Kostüme zu tragen. Inspiration war laut der Band Cosplay und das Interesse, sich vom vorherrschenden Schwarz der Metal- und Gothic-Szene abzusetzen. Ende 2013 wurde die Doppel-Single Ikarus///Obsidian Black aufgenommen, welche mit einem Re-Release der From a Distant Land EP im Februar 2014 veröffentlicht wurde.
Im April 2014 stieg der Schlagzeuger Manuel Hassler nach seinem Abschiedskonzert beim Represent Festival in Reutlingen aus der Band aus. Als Nachfolger wurde Nico Staller vorgestellt. Auch Coen Strouken stand bei diesem Konzert zum ersten Mal als Bratscher mit auf der Bühne. Die Band erreichte im selben Jahr das Südwestdeutschen-Finale des Emergenza-Wettbewerbs, konnte sich jedoch nicht für Podiumsplätze qualifizieren. Außerdem nahm die Band mit einer Coverversion des Blumio-Hits Hey Mr. Nazi an der Aktion YouTuber gegen Nazis der Bundeszentrale für politische Bildung teil. Es folgten Auftritte als Co-Headliner des Stuttgarter Umsonst und draußen Festivals, sowie als Support der Band Schwarzer Engel.
2015 erschien das Debütalbum Raise the Curtain über das winnendener Label 7hard, das von der Musikpresse positiv rezipiert wurde. Der Orkus! urteilte: „Mit diesem Album ziehen Circus of Fools buchstäblich den Vorhang auf – für eine theatralische, einzigartige und ganz besondere Freakshow, die man auf keinen Fall verpassen sollte.“. Auf diesem Album trat bei drei Songs Charlotte Lauel als Gastsängerin auf, welche anschließend als feste Sängerin in die Band integriert wurde. In dieser Besetzung gewannen Circus of Fools den Newcomer Wettbewerb „Blood Battle“ des Baden in Blut Festivals. Es folgten weitere Auftritte, unter anderem ein Support Slot für End of Green bei den RockDays in Bad Urach, zwei Konzerte als Support der Band Harpyie, für deren 5-jähriges Jubiläum Circus of Fools auch ein Cover des Songs Freakshow produzierte, sowie auf dem Autumn Moon Festival in Hameln. Im Juni 2015 wurde für den Song The March of the Puppets ein Musikvideo veröffentlicht.
Anfang 2017 veröffentlichte die Band den Song Another World Within als Single und als Musikvideo und gewann damit den Newcomer Contest des M’era Luna Festivals. Damit eröffnete die Band das M’era Luna Festival 2017 auf der Hauptbühne. Außerdem spielten sie im Sommer 2017 auf dem Sunstorm Festival, dem Aaargh Festival und den RockDays.
Im Sommer 2017 stieg die Sängerin Charlotte Lauel aus beruflichen Gründen aus der Band aus und wurde durch Carolin Saia ersetzt, die Lauel bereits im Winter 2016/17 für einige Konzerte vertreten hatte.
Am 31. August 2018 erschien das Album REX über das Label Bleeding Nose Records. Mit Another World Within, Watch Me und Sideshow - Das letzte Sandkorn fällt wurden vor der Album-Veröffentlichung bereits drei Lieder aus dem neuen Album veröffentlicht. Das Album beinhaltet unter anderem ein Featuring mit John Gahlert, dem Sänger der Regensburger Melodic-Death-Metal-Band Deadlock. Das Video zu Fallen Paradise erschien als eine Zusammenarbeit zwischen der Band und dem Dunklen Parabelritter auf dessen YouTube-Kanal, in welchem sie auf die Umweltproblematik und nachhaltig produziertes Merchandising aufmerksam machen wollten. Im März 2019 spielte Circus of Fools gemeinsam mit der Band Stepfather Fred im Rahmen der "Coreneval"-Veranstaltungsreihe ihre erste Tour, die neben 4 deutschen Städten auch Basel beinhaltete.
Anfang 2020 veröffentlichten Circus of Fools erneut über Bleeding Nose Records die limitierte EP Contracult im Rahmen der "Yggdrasil"-Tour mit Erdling und Florian Grey. Zu dem Song Daughters of the Occult wurde ein aufwendiges Musikvideo gedreht. Eine erneute Zusammenarbeit mit Regisseur Mirko Witzki, welcher bereits bei Fallen Paradise Regie führte. Der Klarinettist Le Comte Caspar der Band Coppelius hat in diesem Song einen Gastauftritt. Circus of Fools spielte im Gegenzug einen Supportauftritt im Rahmen Coppelius' "Bühnenabstinenzverweigerungskonzertreihe"-Tour im Kammgarn in Kaiserslautern. Nachdem aufgrund der COVID-19-Pandemie alle Konzerte der Band für 2020 abgesagt wurden, startete Circus of Fools eine Crowdfunding-Kampagne bei Startnext. Im Februar 2021 wurde schließlich der erfolgreiche Abschluss des Crowdfundings veröffentlicht. Mit Hilfe der Kampagne sollte das dritte Album der Band finanziert werden. Im Rahmen des Crowdfundings veröffentlichte Circus of Fools die EP Affair of the Poisons - The Corona Sessions. Im Februar 2021 gab die Band bekannt, dass Sängerin Carolin Saia aus privaten Gründen aus der Band aussteigt. Daraufhin wurde öffentlich eine Nachfolgerin oder Nachfolger gesucht, der den Cleangesang übernimmt. Mitte Juli 2021 wurde Tammy Keinath als neue Sängerin vorgestellt. Zudem wurde für die Produktion des nächsten Circus of Fools-Albums die Zusammenarbeit mit Christoph Wieczorek, dem Gitarristen und Sänger der Band Annisokay, bekannt gegeben. Die Aufnahmen für das Album wurden im November 2021 abgeschlossen.
Die erste Single Our Digital Drug erblickte am 22. April 2022 das Licht der Welt und im Laufe des Jahres wurden weitere fünf Singles zum neuen Album veröffentlicht. Außerdem spielte die Band bei Festivals wie das Festival Mediaval, das Hörnerfest und erstmals beim Annotopia. Das Album A Broadcast from GEN .0 erschien am 25. November 2022, erneut bei Bleeding Note Records, und beim Release-Konzert zum Album ein Tag später spielte der Schlagzeuger Nico Staller sein letztes Konzert mit Circus of Fools. Im April 2023 wurde der neue Schlagzeuger Simon Waidelich vorgestellt. In dieser Besetzung trat die Band unter anderem beim Hexentanz Festival und dem Castle Rock auf.

## Diskografie

### Alben
- 2015: Raise the Curtain
- 2018: REX
- 2022: A Broadcast from GEN .0

### EPs
- 2013: From a Distant Land
- 2020: Contracult
- 2021: Affair of the Poisons

### Kompilationen
- 2020: RMXCVLT

### Singles
- 2014: Ikarus///Obsidian Black
- 2017: Another World Within
- 2018: Watch Me
- 2018: Sideshow
- 2019: Marching Among the Dead
- 2019: Eris (To the Fairest One)
- 2020: Daughters of the Occult
- 2022: Our Digital Drug
- 2022: In the Name of Science
- 2022: Distanced
- 2022: Primal Force Humanity
- 2022: Orgy of Indulgence
- 2022: Blockheads

### Demos
- 2007: Schöne, heile Welt

(Quelle:)

### Musikvideos (Auswahl)
- 2014: Ikarus
- 2014: Hey Mr. Nazi (Blumio-Cover)
- 2015: The March of the Puppets
- 2015: Reinstate
- 2016: Freakshow (Harpyie-Cover)
- 2017: Another World Within
- 2018: Watch Me
- 2018: Fallen Paradise
- 2020: Daughters of the Occult
- 2020: Affair of the Poisons Part I: La Voisin
- 2021: Affair of the Poisons Part IV: The Iron Mask
- 2022: The March of the Puppets 2022
- 2022: Our Digital Drug
- 2022: In the Name of Science
- 2022: Distanced